# 4736 Johnwood
4736 Johnwood је астероид чија средња удаљеност од Сунца износи 1,957 астрономских јединица (АЈ).
Апсолутна магнитуда астероида је 13,5.